# Augusto Maurage
Auguste Henri Urbain (Augusto) Maurage (Sint-Joost-ten-Noode, 12 december 1874 – Buenos Aires, 12 juni 1925) was een Argentijns violist en componist van Belgische komaf.
Hij was zoon van journalist Maurice Augustin Maurage en Marie Henriette Eulalie Panvier. Hij werd begraven op de begraafplaats van het Franse Boulogne-Billancourt, waar vrienden van hem een gedenkplaat op zijn graf lieten bevestigen.
Hij kreeg zijn muziekopleiding aan het Koninklijk Conservatorium Brussel met leraren als Eugène Ysaÿe (viool) en François-Auguste Gevaert (compositie). Hij verzorgde na zijn opleiding een concertreis door Frankrijk met daaropvolgende een in de Verenigde Staten. Hij vestigde zich in 1904 in Buenos Aires waar bij optrad als violist, dirigent en viooldocent onder de namen Augusto Maurage en pseudoniem A. Guerama.
Als componist is een aantal opera's van hem bekend, vooral uitgevoerd op het Zuid-Amerikaanse continent:
- Bodoas de Oro
- Tupa
- Amarylis
- La montana de las Brujas

Deze werken aangevuld met werken voor viool en piano en liederen. Hij is verantwoordelijk voor de Argentijnse melodie Mi rancho vieje. Dat hij België niet geheel vergeten was blijkt uit Honor Belga y La Patria.